# Merluzao — Gasan — Gaspal
Merluzao — Gasan — Gaspal – система газопроводів на південно-східному узбережжі Бразилії, переважно у штаті Сан-Паулу.
До кінця 20 століття в сфері електроенергетики Бразилія орієнтувалась переважно на власні потужні гідроресурси. Проте зріст споживання змусив у 1990-х роках звернути увагу на природний газ. Одним із джерел його постачання стало офшорне родовище «Мерлуза», розташоване в басейні Сантос біля узбережжя штату Сан-Паулу. Видобуток газу тут розпочався у 1993 році. Для його доставки на берег спорудили підводний газопровід Merluzao довжиною 186 км та діаметром 400 мм, який прямував до району Прая-Гранде. Звідси сухопутна ділянка такого ж діаметру довжиною 28 км подавала продукцію на нафтопереробний завод Presidente Bernardes (відомий під абревіатурою RPBC) на околиці Сан-Паулу. Частина газу використовувалась на потреби заводу, інша ж постачалась до розподільчої мережі. Запаси родовища Мерлуза були не дуже великі (11 млрд.м3), тому в середині 2010-х обсяги поставок звідси складали лише 1,2 млн.м3 на добу. Втім, в 2008 році завдяки підключенню до платформи Merluza-1 родовища Лагоста цей показник зріс вдвічі, а завдяки встановленню другої платформи повинен був досягти 10 млн.м3 на добу.
За кілька років після спорудження Merluzao вирішили продовжити лінію та забезпечити подачу газу до іншого нафтопереробного заводу на околиці Сан-Паулу. З цією метою в 1996-му ввели в дію газопровід Gasan, який з`єднав RPBC з НПЗ Капуава (відомий під абревіатурою RECAP). Його діаметр все так же становив 400 мм, а довжина склала 37 км.
В 1998-му реалізували значно масштабніший проект з`єднання району Сан-Паулу зі штатом Ріо-де-Жанейро, для чого проклали трубопровід Gaspal довжиною 325 км та діаметром 500 мм. Він пройшов від RECAP до Волта-Редонда, де утворилось сполучення зі створеним у Ріо-де Жанейро газопровідним коридором Gasvol – Gasduc, а починаючи з 2010-го – також з однією із ниток газопроводу Gasbel, який прямує до штату Мінас-Жерайс. На своєму шляху Gaspal проходить через Гуарарему, куди під`єднано трубопровід для імпорту болівійського газу Gasbol, що дозволяє подавати болівійський ресурс до Сан-Паулу по західній частині Gaspal.
З 2000 року природний газ, доправлений в район Сан-Паулу по Merluzao та Gasan, використовує ТЕС Піратінінга, а у 2010-му до неї приєдналась ТЕС Кубатао.
У 2011 році здійснили проект розширення потужностей в описаному вище коридорі, для чого спорудили лупінги:
- Gaspal II довжиною 55 км та діаметром 500 мм від Гуарареми до розташованої в межах Сан-Паулу контрольної станції Mauá;
- Gasan II довжиною 39 км та діаметром 550 мм між згаданою тільки що станцією Mauá та станцією São Bernardo do Campo.[3][4]